# René Osvaldo Rebolledo Salinas
Dom René Osvaldo Rebolledo Salinas (Cunco, 22 de setembro de 1958) é prelado católico chileno e arcebispo metropolita de La Serena desde 2013. Anteriormente, foi bispo diocesano de Osorno por nove anos.

## Biografia
Nasceu em Cunco, Diocese de Villarrica, filho de Bernardo Rebolledo e Berta Salinas. Estudou Filosofia e Teologia no Seminário Maior San Fidel de Mariquina.
Foi ordenado presbítero em 25 de agosto de 1984, incardinando-se no então Vicariato Apostólico de Araucanía, atual Diocese de Villarrica. De 1984 a 1985, atuou como vigário na paróquia de Loncoche. Foi então enviado a Roma, onde frequentou a Pontifícia Universidade Urbaniana, alcançando o grau acadêmico de doutor em Teologia em 1989.
De volta ao Chile, serviu como educador e professor no Seminário Maior San Fidel de Mariquina, de 1990 a 1992, e, tornando-se reitor em 1993, cargo que exerceu durante dez anos.
Em 1994, foi eleito, por um triênio, como presidente da Organização dos Seminários Chilenos (OSCHI), e reeleito em 1997, para outro triênio. No mesmo ano, foi eleito como membro da diretiva do agrupamento latino-americano de seminários (OSLAM). Em dezembro de 2003, foi nomeado vigário-geral da Diocese de Villarrica e, um mês depois, pároco da Catedral da mesma cidade.
Em 8 de maio de 2004, o Papa João Paulo II nomeou-o bispo de Osorno. Sua consagração e posse aconteceram no mesmo dia, em 19 de junho seguinte, na Catedral de São Mateus Apóstolo, daquela cidade, por imposição das mãos de Dom Francisco Javier Errázuriz Ossa, ISch, cardeal-arcebispo de Santiago. Foram co-consagrantes: Dom Alejandro Goic Karmelic, bispo de Rancagua e seu a quem sucedeu, e Dom Frei Sixto José Parzinger Foidl, OFMCap, bispo de Villarrica, o qual anteriormente havia lhe conferido o presbiterado.
Em 14 de dezembro de 2013, o Papa Francisco escolheu-o para suceder Dom Manuel Gerardo Donoso Donoso, SSCC, afastado de funções administrativas por atingir o limite de idade estabelecido pelo Código Canônico, como arcebispo de La Serena. Continuou governando Osorno, cujo sucessor não fora nomeado até sua posse como arcebispo, em 8 de março de 2014, deixando em seu lugar o administrador apostólico Dom Fernando Natalio Chomali Garib, arcebispo de Concepción.
Na Conferência Episcopal Chilena, Dom René foi presidente da Área Eclesial, da Comissão Episcopal de Seminários e da Comissão Nacional de Liturgia de 2012 a 2018. Em 18 de maio desse ano, assim como os demais bispos do Chile, colocou seu cargo à disposição do Santo Padre. A decisão veio depois de três dias de conversas a portas fechadas com o Papa Francisco para discutir sobre as acusações de que a Igreja Católica no Chile agiu para encobrir os abusos sexuais cometidos por padres. As denúncias surgiram após a nomeação do sucessor de Dom René na Diocese de Osorno, que recaiu sobre Dom Juan de la Cruz Barros Madrid, então bispo militar do Chile, acusado não apenas de acobertar os abusos cometidos por um subordinado, Pe. Fernando Karadima, condenado em 2011 pelo Vaticano, como de ter sido cúmplice de alguns de seus crimes. Francisco defendeu Barros em sua viagem ao Chile em janeiro de 2018, porém, mais tarde, admitiu que havia agido apressadamente e pediu uma investigação, a qual, depois de ouvir diversos testemunhos tanto em Santiago como em Nova Iorque, comprovou haver uma conspiração para ocultar crimes e esconder os culpados durante décadas. Rebolledo, especificamente, foi acusado de mentir não reconhecer os que se manifestaram contra a posse de Barros.
Em 13 de novembro de 2018, na 17ª assembleia geral da Conferência Episcopal do Chile, foi eleito vice-presidente da mesma, em sucessão a Dom Cristián Contreras Villarroel, bispo de Melipilla. Nessa qualidade, em janeiro de 2019, voltou a se reunir com o Papa, junto com os demais membros da cúpula da Igreja do Chile. Dos 34 bispos que pediram renúncia aos seus cargos no ano anterior, apenas aqueles que tinha atingido a idade especulada pelo Código Canônico tiveram seus pedidos aceitos, além do controverso Juan Barros. Os 25 pedidos restantes perderam a validade segundo o ordenamento da Igreja. O novo encontro com o Papa aconteceu exatamente a um mês da cúpula extraordinária convocada pelo Pontífice em Roma para a qual com a participação de todos os chefes de episcopado do mundo. Na ocasião o Papa se disse satisfeito com os bispos restantes do Chile. Os líderes da Conferência Chilena, por sua vez, reafirmaram seu compromisso de combate a abusos sexuais.